# Bílá hmota
Bílá hmota (latinsky: substantia alba) je typ tkáně míchy a mozku. Obsahuje vysoký podíl myelinizovaných nervových vláken zvaných axony (neurity), která jsou vlákny neuronů. Název vychází z její bílé barvy.

## Bílá hmota mozková

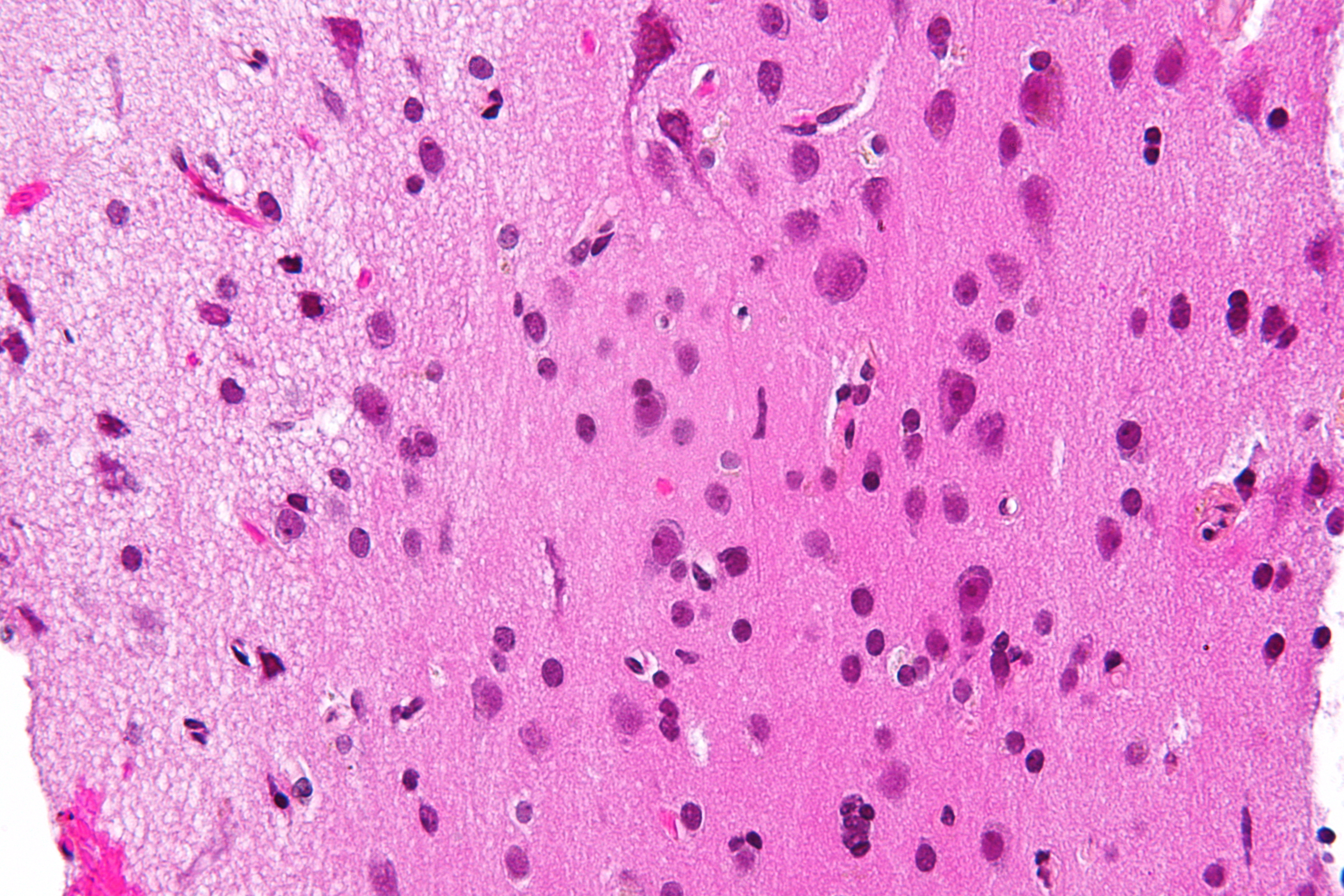
Velmi zvětšený detail snímku mozku, ukazující normální šedou a bílou hmotu.

Bílá hmota se v koncovém mozku nachází pod šedou hmotou, tedy pod mozkovou kůrou. Tvoří ji vlákna, která vstupují a vystupují z kůry, a dráhy, které propojují jednotlivé části mozku (asociační dráhy v rámci jedné hemisféry). Jsou v ní vnořené útvary šedé hmoty nazývané bazální ganglia. V prodloužené míše je na povrchu; procházejí ní vzestupné i sestupné nervové dráhy.
Bílá hmota mozková se skládá z buněk neuroglií (zejména astrocytů a oligodendrocytů) a axonů, neobsahuje prakticky žádné neurony.
Podle lokalizace se dělí na tři oblasti:
- juxtakortikální bílá hmota – tenká vrstva pod mozkovou kůrou (obsahuje zejména tzv. U-fibrily, krátké propojovací vlákna mezi sousedícími oblastmi šedé hmoty)
- periventrikulární bílá hmota – tenká vrstva v blízkosti mozkových komor
- centrální bílá hmota – bílá hmota mezi juxtakortikální a periventrikulární vrstvou

Toto rozdělení má svůj význam, protože při různých onemocněních bílé hmoty jsou často postiženy její specifické oblasti.